# Eugen von Böhm-Bawerk
Eugen von Böhm-Bawerk (Brno, 12 de febrero de 1851 - Viena, 27 de agosto de 1914) fue un economista y político austrohúngaro perteneciente a la Escuela Austriaca de Economía que contribuyó de forma destacada al desarrollo de la macroeconomía. Se desempeñó intermitentemente como Ministro de Finanzas de Austria entre 1895 y 1904. También escribió una serie de extensas críticas al marxismo.

## Vida
Eugen Böhm von Bawerk nació en Brno, bajo control del imperio austrohúngaro, el 12 de febrero de 1851 de familia aristocrática de funcionarios públicos. Cuando finalizó sus estudios de derecho en la Universidad de Viena, siguió la tradición familiar y se integró al servicio del gobierno, en el Ministerio austriaco de Finanzas.
Mientras estudiaba derecho en la Universidad de Viena, a los 20 años, leyó Principios de Economía Política del prominente economista Carl Menger y quedó cautivado por estas ideas el resto de su vida. Joseph Schumpeter veía a Böhm-Bawerk como "un discípulo tan entusiasta de Menger que apenas es necesario buscar otras influencias". Durante su estancia en la Universidad de Viena, se hizo muy amigo de Friedrich von Wieser, quien más tarde se convirtió en su cuñado. Cuando finalizó su doctorado, en 1875, inició sus estudios para enseñar economía y política económica, estudió economía política y ciencias sociales en las universidades de Heidelberg, Leipzig y Jena, con Karl Knies, Wilhelm Roscher y Bruno Hildebrand.

Después de completar sus estudios en 1872, ingresó en el Ministerio de Finanzas de Austria, ocupando varios puestos hasta 1880, cuando obtuvo el título de Privatdozent de economía política en Viena. Al año siguiente, sin embargo, transfirió sus servicios a la Universidad de Innsbruck, donde permaneció hasta 1889, convirtiéndose en profesor en 1884. Durante este tiempo, publicó los dos primeros volúmenes de su obra maestra, Capital e interés. Su enfoque fue que el sistema capitalista no explotaba al trabajador, base fundamental de las teorías marxistas del valor del trabajo, explicando que la teoría de explotación ignora el tiempo de producción, donde los capitalistas ayudan a los trabajadores con ingresos, antes de que la producción genere ingresos.

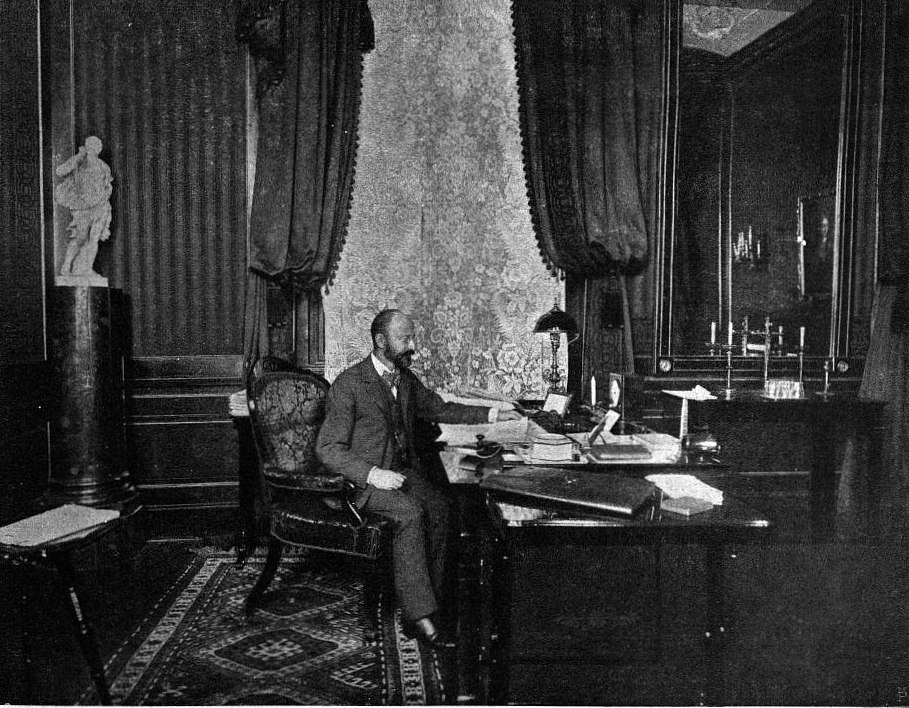
Böhm-Bawerk en su oficina como Ministro de Finanzas de Austria (1901).

En 1889, le nombraron consejero en el Ministerio de Finanzas donde representó al gobierno en la cámara baja del parlamento. Durante este periodo impulso, en 1889, la nueva ley fiscal de impuestos directos ya que, hasta esos momentos, la carga de los impuestos del Imperio fue sobre la producción, desincentivando de forma importante la inversión en actividades productivas. Peleó ferozmente contra el estricto mantenimiento del patrón oro legalmente fijado en favor de mantener el presupuesto de Estado balanceado y en oposición al gasto estatal en proyectos nacionales.
En 1897, Böhm-Bawerk se convirtió en embajador ante la corte alemana. En 1899 fue elevado a la cámara alta (Cámara de los Pares). En 1902 eliminó el subsidio al azúcar, que había sido una característica de la economía austriaca durante casi dos siglos. Finalmente dimitió en 1904, cuando las crecientes exigencias fiscales del ejército amenazaron con desequilibrar el presupuesto. En 1907 fue nombrado vicepresidente y en 1911 en presidente de la Akademie der Wissenschaften (Academia de Ciencias).
Regresó a la docencia en 1904, con una cátedra en la Universidad de Viena. Entre sus numerosos estudiantes se encontraban Joseph Alois Schumpeter, Ludwig von Mises y Henryk Grossman; y varios marxistas prominentes, incluido Rudolf Hilferding, asistieron a su seminario en 1905-06.
Böhm-Bawerk falleció en Viena el 27 de agosto del 1914.

## Obras principales

### Capital e Interés
Desde 1881 hasta 1889, publicó dos de los tres volúmenes de su obra magna, Capital e Interés (en alemán: Kapital und Kapitalzins), dedicado a temas de finanzas. Böhm-Bawerk presentó su teoría de la producción indirecta, proceso mediante el cual primero se producen bienes de capital y luego, con la ayuda de los bienes de capital, se producen los bienes de consumo deseados. Böhm-Bawerk, quien mantuvo que es la demanda del consumidor, y no necesariamente la oferta de ahorro, la que determinaría la inversión de capital en cualquier industria. 

#### Historia y crítica de las teorías de interés
El primer volumen, que Ludwig von Mises decretó como "la contribución más eminente a la teoría económica moderna", se publicó en 1884 con el título original en alemán de Geschichte und Kritik der Capitalzinstheorien (traducido como Historia y crítica de las teorías de interés), sobre los tratamientos alternativos del interés y de sus usos. Además, estudió las teorías del tiempo de Carl Menger, donde se analiza las diferentes preferencias que los consumidores dan a los distintos tiempos del consumo, diferenciando el consumo inmediato con la preferencia del retraso del consumo.
Se incluye una crítica de la teoría de la explotación de Karl Marx. Böhm-Bawerk argumentó que los burgueses capitalistas no explotan a sus trabajadores; en realidad ayudan a los empleados proporcionándoles un ingreso muy por delante de los ingresos provenientes de los bienes que producen, afirmando: "El trabajo no puede aumentar su participación a expensas del capital". En particular, argumentó que la teoría marxista de la explotación ignora la dimensión del tiempo en la producción, que discutió en su teoría de la rotación, y que una redistribución de las ganancias de las industrias capitalistas socavaría la importancia de la tasa de interés como herramienta vital para la política monetaria. De esta crítica se desprende, según Böhm-Bawerk, que el valor total de un producto no lo produce el trabajador, sino que el trabajo sólo puede pagarse al valor presente de cualquier producción previsible.

#### Teoría positiva del capital
Su segundo volumen se publicó en en 1889 con el título Positive Theorie des Kapitals (traducido como Teoría positiva del capital). En él elabora sobre el análisis del tiempo de producción de la economía y de los intereses que estos retrasos crean como resultado de la inversión necesaria para financiar el procesos de producción, de inventarios y de trabajo en curso. Más ensayos sobre el capital y el interés (1921) fue el tercer volumen, que se originó con apéndices del segundo volumen.

Como parte del segundo volumen salió Valor y precio, que elabora sobre los principios de la utilidad Carl Menger de su Principios de las Económicas, desarrollando la teoría del valor subjetivo, donde los productos sólo tienen un valor si los consumidores los quieren. Para ilustrar el principio, Böhm-Bawerk utilizó el ejemplo práctico de un agricultor al que le quedan cinco sacos de maíz después de la cosecha para cubrir sus necesidades hasta la siguiente cosecha: 
Como es un alma ahorrativa, traza sus planes para el empleo de estos sacos a lo largo del año. Necesita absolutamente un saco para el sustento de su vida hasta la próxima cosecha. Necesita un segundo para complementar esta mera vida hasta el punto de mantenerse sano y vigoroso. No desea más maíz que esto, en forma de pan y alimentos harinosos en general. Por otro lado, sería muy deseable disponer de algo de alimento para animales, por lo que reserva un tercer saco para alimentar a las aves. Un cuarto saco lo destina a la elaboración de bebidas espirituosas. Supongamos... que no se le ocurre nada mejor que hacer con el quinto saco que alimentar a varios loros, cuyas payasadas le divierten. Naturalmente, estos diversos métodos de empleo del maíz no tienen la misma importancia... Y ahora, poniéndonos en el punto de vista del agricultor, preguntamos: ¿Cuál será en estas circunstancias la importancia, en lo que respecta a su bienestar de un saco de maíz?  ... ¿Cuánta utilidad perderá si se pierde un saco de maíz? Supongamos que llevamos a cabo esto en detalle. Evidentemente nuestro granjero no sería muy prudente si pensara en descontar el saco perdido de su propio consumo, y ponía en peligro su salud y su vida utilizando el maíz como antes para hacer aguardiente y alimentar a los loros. Si lo pensamos bien, debemos ver que sólo es concebible una solución: con los cuatro sacos que le quedan, nuestro granjero cubrirá los cuatro grupos de necesidades más urgentes y renunciará sólo a la satisfacción de la última y menos importante, la utilidad marginal; caso, la cría de loros. 

### La conclusión del sistema marxiano

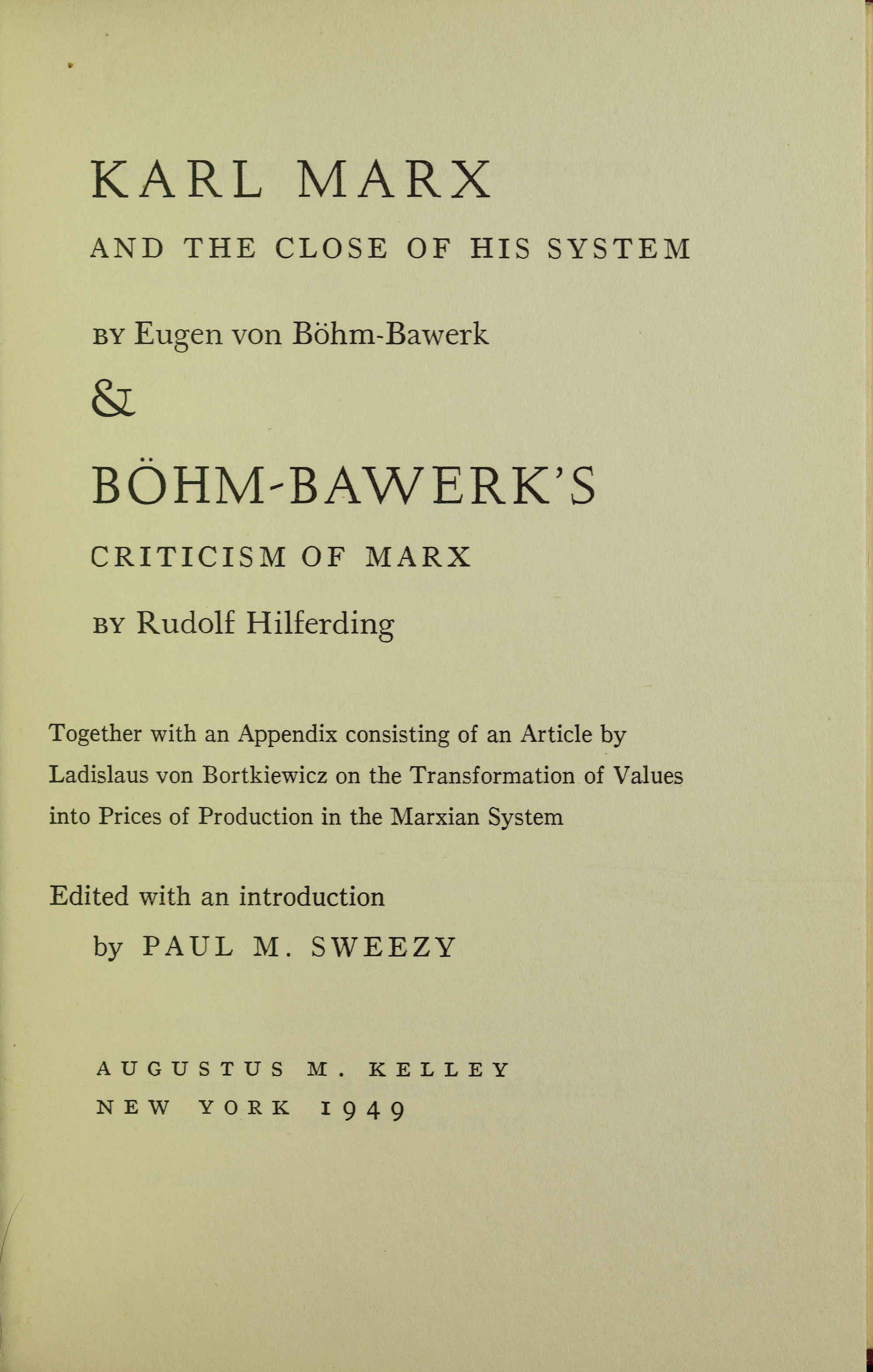
Frontispicio de la edición inglesa de La conclusión del sistema marxiano de Eugen Böhm von Bawerk y La critica de Böhm-Bawerk a Marx de Rudolf Hilferding (1949). En esta obra se debate acerca del "problema de la transformación".

En 1896, Böhm-Bawerk publicó La conclusión del sistema marxiano (en alemán: Zum Abschluss des Marxschen Systems), donde examinó el análisis del valor de Karl Marx, afirmando que el error básico en el sistema de Marx había resultado de una autocontradicción de la ley del valor de Marx, donde la tasa de ganancia y los precios de producción del tomo III de El capital de contradice la teoría del valor-trabajo de Marx en el tomo I. Criticó la reducción marxiana del trabajo complejo a trabajo simple "está determinada únicamente por las propias relaciones de intercambio". Entonces "Marx está argumentando en un círculo" porque trata de explicar las relaciones de intercambio de las mercancías apelando al intercambio mismo. También ataca a Marx por restar importancia a la influencia de la oferta y demanda en la determinación del precio permanente y por la ambigüedad deliberada con tales conceptos

Böhm-Bawerk explicó detalladamente que mientras que en el primer capítulo del tomo I de El capital explicaba que el valor de cualquier mercancía generalmente se reflejaba en la cantidad de trabajo requerido, siendo la desigualdad sólo una excepción temporal, esto significa por tanto que el nivel de valor generado es completamente independiente de la cantidad de capital de una empresa, en otras palabras, la composición orgánica del capital (es decir, la relación entre la cantidad de capital y la cantidad de trabajo; o capital constante y capital variable) de una empresa no tiene ningún impacto en los beneficios generados, sin embargo, el economista marxista Conrad Schmidt demuestra estadísticamente que el nivel de beneficio es proporcional a la cantidad de capital de la empresa, ante esta paradoja, Karl Marx explica en el tomo III de El capital que después de la producción, los capitalistas reasignarán su capital hacia las empresas que han obtenido las tasas de plusvalía más altas hasta que la tasa de plusvalía se estabilice para todas las empresas en un sector de producción (ya que el capital no es una fuente de valor y por lo tanto de ganancia para Marx), por lo tanto, los precios de los bienes subirán de 'inducido' por el valor del trabajo al precio de producción (la suma de salarios y ganancias anuales), "El valor y el precio de la mercancía coinciden sólo accidental y excepcionalmente". Sin embargo, Böhm-Bawerk señala la contradicción formulada con la relación entre el valor y el precio del bien en el primer volumen, por lo que la teoría marxista parece contradictoria y la teoría del valor trabajo ilógica.

## Influencia
Eugen Böhm von Bawerk fue un gran impulsor de las teorías del marginalismo, el concepto de utilidad marginal y su análisis del interés al igual que de los tiempos de producción, todos esto fue un gran impulso para el desarrollo de las finanzas corporativas. Además fue uno de los principales marginalistas de la Escuela Austríaca, de la que fue fundador, junto a su maestro Carl Menger y su colega y cuñado Friedrich von Wieser. George Reisman lo ha llamado el segundo economista austriaco más importante "después de Ludwig von Mises". Y más:
[Es] completamente concebible para mí que Mises hubiera descrito a Böhm-Bawerk como el economista austriaco más importante. 
Las críticas y teorías de Böhm-Bawerk fueron criticadas por el economista marxista Nikolái Bujarin. En La economia politica del rentista (1927), Bujarin argumentó que los supuestos axiomáticos de libertad individual de Böhm-Bawerk en sus teorías subjetivistas son falaces en el sentido de que los fenómenos económicos sólo pueden entenderse bajo el prisma de una visión coherente, contextualizada y análisis histórico de la sociedad, como el de Marx. Por el contrario, los economistas austriacos han considerado su crítica de Marx como definitiva.
El historiador económico Alexander Gerschenkron criticó sus "políticas de tacaños y 'ni un infierno más'" y criticó la falta de voluntad de Böhm-Bawerk para gastar mucho en obras públicas. Joseph Schumpeter elogió los esfuerzos de Böhm-Bawerk por "la estabilidad financiera del país". Su imagen apareció en el billete de cien chelines desde 1984 hasta la introducción del euro en 2002.
Muchas de las obras de Böhm-Bawerk fueron publicadas en los Estados Unidos por el industrial libertario Frederick Nymeyer, a través de Libertarian Press, la rama estadounidense de la Escuela Austriaca de Economía.